# Torneo de Estocolmo 2019
El Intrum Stockholm Open 2019 fue un torneo de tenis perteneciente al ATP Tour 2019 en la categoría ATP World Tour 250. El torneo tuvo lugar en la ciudad de Estocolmo (Suecia) desde el 14 hasta el 20 de octubre de 2019 sobre canchas duras.

## Distribución de puntos
| Modalidad            | Campeón | Finalista | Semifinales | Cuartos de final | 2ª ronda | 1ª ronda | Clasificados | 2ª ronda de clasificación | 1ª ronda de clasificación |
| Individual masculino | 250     | 165       | 100         | 50               | 25       | 0        | 13           | 7                         | 0                         |
| Dobles masculino     | 250     | 150       | 90          | 45               | 20       | 0        | -            | -                         | -                         |

## Cabezas de serie

### Individuales masculino
| Tenista           | Ranking | Preclasificado |
| Fabio Fognini     | 12      | 1              |
| Grigor Dimitrov   | 27      | 2              |
| Taylor Fritz      | 29      | 3              |
| Denis Shapovalov  | 36      | 4              |
| Pablo Carreño     | 37      | 5              |
| Reilly Opelka     | 40      | 6              |
| Fernando Verdasco | 41      | 7              |
| Daniel Evans      | 43      | 8              |

- Ranking del 7 de octubre de 2019.[2]

### Dobles masculino
| Tenistas                      | Ranking | Preclasificados |
| Jean-Julien Rojer Horia Tecău | 39      | 1               |
| Ivan Dodig Filip Polášek      | 43      | 2               |
| Mate Pavić Bruno Soares       | 44      | 3               |
| Wesley Koolhof Fabrice Martin | 47      | 4               |

## Campeones

### Individual masculino
Denis Shapovalov venció a  Filip Krajinović por 6-4, 6-4

### Dobles masculino
Henri Kontinen /  Édouard Roger-Vasselin vencieron a  Mate Pavić /  Bruno Soares por 6-4, 6-2